# Кобелскілл (містечко, Нью-Йорк)
Кобелскілл (англ. Cobleskill) — місто (англ. town) в США, в окрузі Скогарі штату Нью-Йорк. Населення — 6086 осіб (2020).

## Демографія
Згідно з переписом 2010 року, у місті мешкало 6625 осіб у 2421 домогосподарстві у складі 1325 родин. Було 2691 помешкання
Расовий склад населення:
| - 92,3 % — білих - 3,1 % — чорних або афроамериканців - 1,6 % — азіатів - 0,2 % — корінних американців - 1,1 % — осіб інших рас |

До двох чи більше рас належало 1,6 %. Частка іспаномовних становила 4,1 % від усіх жителів.
За віковим діапазоном населення розподілялося таким чином: 15,8 % — особи молодші 18 років, 69,4 % — особи у віці 18—64 років, 14,8 % — особи у віці 65 років та старші. Медіана віку мешканця становила 31,1 року. На 100 осіб жіночої статі у місті припадало 94,9 чоловіків;  на 100 жінок у віці від 18 років та старших — 93,7 чоловіків також старших 18 років.
Середній дохід на одне домашнє господарство  становив 62 288 доларів США (медіана — 40 313), а середній дохід на одну сім'ю — 80 471 долар (медіана — 68 137). Медіана доходів становила 41 024 долари для чоловіків та 38 696 доларів для жінок. За межею бідності перебувало 18,2 % осіб, у тому числі 26,6 % дітей у віці до 18 років та 7,6 % осіб у віці 65 років та старших.
Цивільне працевлаштоване населення становило 2731 особа. Основні галузі зайнятості: освіта, охорона здоров'я та соціальна допомога — 38,1 %, мистецтво, розваги та відпочинок — 11,8 %, роздрібна торгівля — 9,2 %, науковці, спеціалісти, менеджери — 6,7 %.